# Leptotarsus (Macromastix) tenuifrons
Leptotarsus (Macromastix) tenuifrons is een tweevleugelige uit de familie langpootmuggen (Tipulidae). De soort komt voor in het Australaziatisch gebied.